# Italo Terzoli
Italo Terzoli (Milano, 11 aprile 1924 – Milano, 13 maggio 2008) è stato uno sceneggiatore teatrale, cinematografico e televisivo italiano.
Insieme a Enrico Vaime – con il quale ha costituito la ditta artistica Terzoli & Vaime – è stato uno dei più prolifici autori di teatro, di varietà radiofonico e televisivo fra gli anni sessanta e gli anni settanta.

## Biografia
Nel corso della sua carriera ha lavorato con Gino Bramieri, Wanda Osiris, Walter Chiari, Raimondo Vianello, Sandra Mondaini ed Enrico Montesano.
È stato autore di programmi TV, spesso in collaborazione con Enrico Vaime, come Controcanale (1960), L'amico del giaguaro (1961-1964), Leggerissimo (1962), Quelli della domenica (1968), Canzonissima (edizioni 1968-1970), Hai visto mai? (1973) Vino, whisky e chewing-gum e Tante scuse (1974), Fantastico (edizione 1988).
Fra i film per cui ha curato la sceneggiatura si possono citare Una sera c'incontrammo, Tutti possono arricchire tranne i poveri, Il marito in collegio, Io tigro, tu tigri, egli tigra, Anche i bancari hanno un'anima e Il regalo.
È morto il 13 maggio 2008 a 84 anni dopo una lunga malattia. I funerali si sono svolti a Milano.

## Programmi radio Rai
- Tira, mola e meseda, varietà domenicale per Milano e la Lombardia di Italo Terzoli, Attilio Carosso, Carlo Silva, regia di Enzo Convalli (1949-1951)
- Il piccolo naviglio, rivista di Terzoli e Silva, regia di Giulio Scarnicci, trasmessa l'11 marzo 1953.
- Colpo di vento, baraonda musicale di Italo Terzoli, con la partecipazione di Ugo Tognazzi, realizzazione di Adolfo Perani (1956)
- Batto quattro, varietà musicale, autore e regista - solo per la prima edizione - con Enrico Vaime (1967-1976)
- Gran varietà, autore con Enrico Vaime delle ultime due edizioni (1978-1979)

## Teatro
- Tre per tre... Nava di Faele, Mario Ferretti, Carlo Silva e Italo Terzoli, regia di Marcello Marchesi, Teatro Sistina di Roma (1953)
- La vita comincia ogni mattina di Terzoli & Vaime, Teatro Nazionale di Milano (1981)